# Bérenger de Spolète
Bérenger duc de Spolète duc de Spolète de 836 à 843.

## Éléments de biographie
Bérenger est duc pendant la brève disgrace des Widonides. En 836 le catalogue des ducs du monastère mentionne Berengarius dux dont le nom est également relevé lors de l'oblation d'un jeune garçon qui recense les biens qu'il apporte en juillet 837 anno secondo Berangarii duci à cette même abbaye de Farfa où il était devenu moine. On ne garde aucune trace des actes de son gouvernement. Il apparaît seulement qu'il règne environ sept années car il est noté par Erchempert que le 4 septembre 843 le duché est entre les mains d'un nouveau duc Guy Ier de Spolète